# 4383 Suruga
4383 Suruga è un asteroide della fascia principale. Scoperto nel 1989, presenta un'orbita caratterizzata da un semiasse maggiore pari a 2,4250488 UA e da un'eccentricità di 0,0627899, inclinata di 7,15131° rispetto all'eclittica.